# Dassouri
Dassouri est une localité située dans le département de Tanghin-Dassouri de la province du Kadiogo dans la région Centre au Burkina Faso.

## Géographie
Dassouri se trouve au sud du centre de Tanghin-Dassouri, le chef-lieu du département, avec lequel elle forme désormais une conurbation due à l'expansion des deux localités ainsi que celle du village d'Itaoua qui lui est administrativement rattaché et celle du secteur de Singuinvoussé. L'ensemble regroupait environ 12 000 habitants dénombrés lors du dernier rencensement général de la population datant de 2006.
Dassouri est traversé par la route nationale 1.

## Santé et éducation
Le centre de soins le plus proche de Dassouri est le centre médical (CM) de Tanghin-Dassouri tandis que les hôpitaux se trouvent à Ouagadougou.
Le village possède un Centre d'éducation de base non formelle (CEBNF).